# Бальбей
Бальбе́й (кат. Bellvei, вимова літературною каталанською [βəʎ'βεj]) - муніципалітет, розташований в Автономній області Каталонія, в Іспанії. Код муніципалітету за номенклатурою Інституту статистики Каталонії - 430249. Знаходиться у районі (кумарці) Баш-Панадес (коди району - 12 та BP) провінції Таррагона, згідно з новою адміністративною реформою перебуватиме у складі баґарії (округи) Камп-да-Таррагона. 

## Назва муніципалітету
Назва муніципалітету походить 0.

## Населення
Населення міста (у 2007 р.) становить 1.84 особи (з них менше 14 років - 16,7%, від 15 до 64 - 68,0%, понад 65 років - 15,3%). У 2006 р. народжуваність склала 28 осіб, смертність - 9 осіб, зареєстровано 8 шлюбів. У 2001 р. активне населення становило 641 особа, з них безробітних - 81 особа.

Серед осіб, які проживали на території міста у 2001 р., 948 народилися в Каталонії (з них 387 осіб у тому самому районі, або кумарці), 340 осіб приїхало з інших областей Іспанії, а 112 осіб приїхало з-за кордону. 

Вищу освіту має 5,2% усього населення. 

У 2001 р. нараховувалося 490 домогосподарств (з них 19,6% складалися з однієї особи, 26,1% з двох осіб,21,4% з 3 осіб, 20,4% з 4 осіб, 8,8% з 5 осіб, 2,7% з 6 осіб, 0,2% з 7 осіб, 0,6% з 8 осіб і 0,2% з 9 і більше осіб).

Активне населення міста у 2001 р. працювало у таких сферах діяльності : у сільському господарстві - 8,8%, у промисловості - 29,1%, на будівництві - 18,0% і у сфері обслуговування - 44,1%. 

 У муніципалітеті або у власному районі (кумарці) працює 638 осіб, поза районом - 338 осіб.

### Безробіття
У 2007 р. нараховувалося 79 безробітних (у 2006 р. - 71 безробітний), з них чоловіки становили 36,7%, а жінки - 63,3%.

## Економіка

### Підприємства міста

#### Промислові підприємства
| \| Промислові підприємства міста, за сферою діяльності \| Промислові підприємства міста, за сферою діяльності \| Промислові підприємства міста, за сферою діяльності \| \| Рік \| 2002 р. \| 2001 р. \| \| --------------------------------------------------- \| --------------------------------------------------- \| --------------------------------------------------- \| \| Енергетичні та водні ресурси \| 11,1% \| 4,8% \| \| Хімія та метали \| 25,9% \| 28,6% \| \| Переробка металів \| 29,6% \| 28,6% \| \| Продукти харчування \| 11,1% \| 14,3% \| \| Текстиль \| 0,0% \| 0,0% \| \| Виробництво меблів, видання \| 14,8% \| 14,3% \| \| Інше \| 7,4% \| 9,5% \| \| Усього підприємств \| 27 \| 21 \| |         |         |
| Промислові підприємства міста, за сферою діяльності |         |         |
| Рік | 2002 р. | 2001 р. |
| Енергетичні та водні ресурси | 11,1%   | 4,8%    |
| Хімія та метали | 25,9%   | 28,6%   |
| Переробка металів | 29,6%   | 28,6%   |
| Продукти харчування | 11,1%   | 14,3%   |
| Текстиль | 0,0%    | 0,0%    |
| Виробництво меблів, видання | 14,8%   | 14,3%   |
| Інше | 7,4%    | 9,5%    |
| Усього підприємств | 27      | 21      |

#### Роздрібна торгівля
| \| Підприємства роздрібної торгівлі міста, за сферою діяльності \| Підприємства роздрібної торгівлі міста, за сферою діяльності \| Підприємства роздрібної торгівлі міста, за сферою діяльності \| \| Рік \| 2002 р. \| 2001 р. \| \| ------------------------------------------------------------ \| ------------------------------------------------------------ \| ------------------------------------------------------------ \| \| Продукти харчування \| 39,1% \| 47,8% \| \| Одяг та взуття \| 4,3% \| 4,3% \| \| Товари для дому \| 17,4% \| 13,0% \| \| Книги та періодичні видання \| 0,0% \| 0,0% \| \| Промислова хімічна продукція \| 8,7% \| 8,7% \| \| Продукція, пов'язана з транспортними засобами \| 13,0% \| 8,7% \| \| Інше \| 17,4% \| 17,4% \| \| Усього підприємств \| 23 \| 23 \| |         |         |
| Підприємства роздрібної торгівлі міста, за сферою діяльності |         |         |
| Рік | 2002 р. | 2001 р. |
| Продукти харчування | 39,1%   | 47,8%   |
| Одяг та взуття | 4,3%    | 4,3%    |
| Товари для дому | 17,4%   | 13,0%   |
| Книги та періодичні видання | 0,0%    | 0,0%    |
| Промислова хімічна продукція | 8,7%    | 8,7%    |
| Продукція, пов'язана з транспортними засобами | 13,0%   | 8,7%    |
| Інше | 17,4%   | 17,4%   |
| Усього підприємств | 23      | 23      |

#### Сфера послуг
| \| Підприємства міста, що працюють у сфері послуг, за діяльністю \| Підприємства міста, що працюють у сфері послуг, за діяльністю \| Підприємства міста, що працюють у сфері послуг, за діяльністю \| \| Рік \| 2002 р. \| 2001 р. \| \| ------------------------------------------------------------- \| ------------------------------------------------------------- \| ------------------------------------------------------------- \| \| Гуртова торгівля \| 13,3% \| 14,3% \| \| Готелі та готельний бізнес \| 18,7% \| 17,5% \| \| Транспорт та зв'язок \| 20,0% \| 19,0% \| \| Посередницькі фінансові послуги \| 4,0% \| 3,2% \| \| Послуги підприємствам \| 4,0% \| 4,8% \| \| Послуги фізичним особам \| 18,7% \| 22,2% \| \| Нерухомість та ін. \| 21,3% \| 19,0% \| \| Усього підприємств \| 75 \| 63 \| |         |         |
| Підприємства міста, що працюють у сфері послуг, за діяльністю |         |         |
| Рік | 2002 р. | 2001 р. |
| Гуртова торгівля | 13,3%   | 14,3%   |
| Готелі та готельний бізнес | 18,7%   | 17,5%   |
| Транспорт та зв'язок | 20,0%   | 19,0%   |
| Посередницькі фінансові послуги | 4,0%    | 3,2%    |
| Послуги підприємствам | 4,0%    | 4,8%    |
| Послуги фізичним особам | 18,7%   | 22,2%   |
| Нерухомість та ін. | 21,3%   | 19,0%   |
| Усього підприємств | 75      | 63      |

## Житловий фонд
У 2001 р. 2,7% усіх родин (домогосподарств) мали житло метражем до 59 м2, 21,4% - від 60 до 89 м2, 49,8% - від 90 до 119 м2 і
26,1% - понад 120 м2.

З усіх будівель у 2001 р. 54,3% було одноповерховими, 38,4% - двоповерховими, 5,8
% - триповерховими, 0,6% - чотириповерховими, 0,6% - п'ятиповерховими, 0,2% - шестиповерховими,
0,0% - семиповерховими, 0,0% - з вісьмома та більше поверхами.

## Автопарк
| \| Автомобілі, зареєстровані у місті, за призначенням \| Автомобілі, зареєстровані у місті, за призначенням \| Автомобілі, зареєстровані у місті, за призначенням \| \| Рік \| 2006 р. \| 2005 р. \| \| -------------------------------------------------- \| -------------------------------------------------- \| -------------------------------------------------- \| \| Приватні автомобілі \| 62,3% \| 63,8% \| \| Мотоцикли \| 8,4% \| 8,2% \| \| Вантажівки \| 17,0% \| 16,9% \| \| Трактори \| 4,0% \| 3,0% \| \| Автобуси та ін. \| 8,4% \| 8,1% \| \| Усього автомобілів \| 1.712 шт. \| 1.565 шт. \| |           |           |
| Автомобілі, зареєстровані у місті, за призначенням |           |           |
| Рік | 2006 р.   | 2005 р.   |
| Приватні автомобілі | 62,3%     | 63,8%     |
| Мотоцикли | 8,4%      | 8,2%      |
| Вантажівки | 17,0%     | 16,9%     |
| Трактори | 4,0%      | 3,0%      |
| Автобуси та ін. | 8,4%      | 8,1%      |
| Усього автомобілів | 1.712 шт. | 1.565 шт. |

## Вживання каталанської мови
У 2001 р. каталанську мову у місті розуміли 91,3% усього населення (у 1996 р. - 94,3%), вміли говорити нею 73,7% (у 1996 р. - 
80,5%), вміли читати 72,7% (у 1996 р. - 78,0%), вміли писати 45,3
% (у 1996 р. - 52,7%). Не розуміли каталанської мови 8,7%.

## Політичні уподобання
У виборах до Парламенту Каталонії у 2006 р. взяло участь 673 особи (у 2003 р. - 776 осіб). Голоси за політичні сили розподілилися таким чином:
| \| Вибори до Парламенту Каталонії \| Вибори до Парламенту Каталонії \| Вибори до Парламенту Каталонії \| \| Рік \| 2006 р. \| 2003 р. \| \| -------------------------------------- \| ------------------------------ \| ------------------------------ \| \| Конвергенція та Єднання (CiU) \| 36,0% \| 39,9% \| \| Соціалістична партія Каталонії (PSC) \| 33,9% \| 30,8% \| \| Народна партія (PP) \| 13,8% \| 14,8% \| \| Ініціатива за Каталонію — Зелені (ICV) \| 4,5% \| 3,4% \| \| Республіканська лівиця Каталонії (ERC) \| 9,1% \| 10,3% \| \| Громадяни — Громадянська партія (C's) \| 0,7% \| 0,0% \| \| Інші \| 2,1% \| 0,8% \| |         |         |
| Вибори до Парламенту Каталонії |         |         |
| Рік | 2006 р. | 2003 р. |
| Конвергенція та Єднання (CiU) | 36,0%   | 39,9%   |
| Соціалістична партія Каталонії (PSC) | 33,9%   | 30,8%   |
| Народна партія (PP) | 13,8%   | 14,8%   |
| Ініціатива за Каталонію — Зелені (ICV) | 4,5%    | 3,4%    |
| Республіканська лівиця Каталонії (ERC) | 9,1%    | 10,3%   |
| Громадяни — Громадянська партія (C's) | 0,7%    | 0,0%    |
| Інші | 2,1%    | 0,8%    |

У муніципальних виборах у 2007 р. взяло участь 971 особа (у 2003 р. - 940 осіб). Голоси за політичні сили розподілилися таким чином:
| \| Муніципальні вибори \| Муніципальні вибори \| Муніципальні вибори \| \| Рік \| 2007 р. \| 2003 р. \| \| -------------------------------------- \| ------------------- \| ------------------- \| \| Конвергенція та Єднання (CiU) \| 47,4% \| 55,4% \| \| Соціалістична партія Каталонії (PSC) \| 20,6% \| 14,6% \| \| Народна партія (PP) \| 10,9% \| 10,2% \| \| Ініціатива за Каталонію — Зелені (ICV) \| 0,0% \| 0,0% \| \| Республіканська лівиця Каталонії (ERC) \| 0,0% \| 0,0% \| \| Громадяни — Громадянська партія (C's) \| 0% \| 0% \| \| Інші \| 21,1% \| 19,8% \| |         |         |
| Муніципальні вибори |         |         |
| Рік | 2007 р. | 2003 р. |
| Конвергенція та Єднання (CiU) | 47,4%   | 55,4%   |
| Соціалістична партія Каталонії (PSC) | 20,6%   | 14,6%   |
| Народна партія (PP) | 10,9%   | 10,2%   |
| Ініціатива за Каталонію — Зелені (ICV) | 0,0%    | 0,0%    |
| Республіканська лівиця Каталонії (ERC) | 0,0%    | 0,0%    |
| Громадяни — Громадянська партія (C's) | 0%      | 0%      |
| Інші | 21,1%   | 19,8%   |